# Al-Hàssan ibn Alí
(Al-)Hàssan ibn Alí ibn Abi-Tàlib (àrab: الحسن بن علي بن أﺑﻲ طالب, al-Ḥasan ibn ʿAlī ibn Abī Ṭālib) (c. 625 - c. 670) fou un net del profeta Mahoma, fill d'Alí ibn Abi-Tàlib i Fàtima az-Zahrà, membre de l'Ahl al-Bayt, la Casa de Mahoma, i de l'Ahl al-Kissà, i segon imam xiïta.

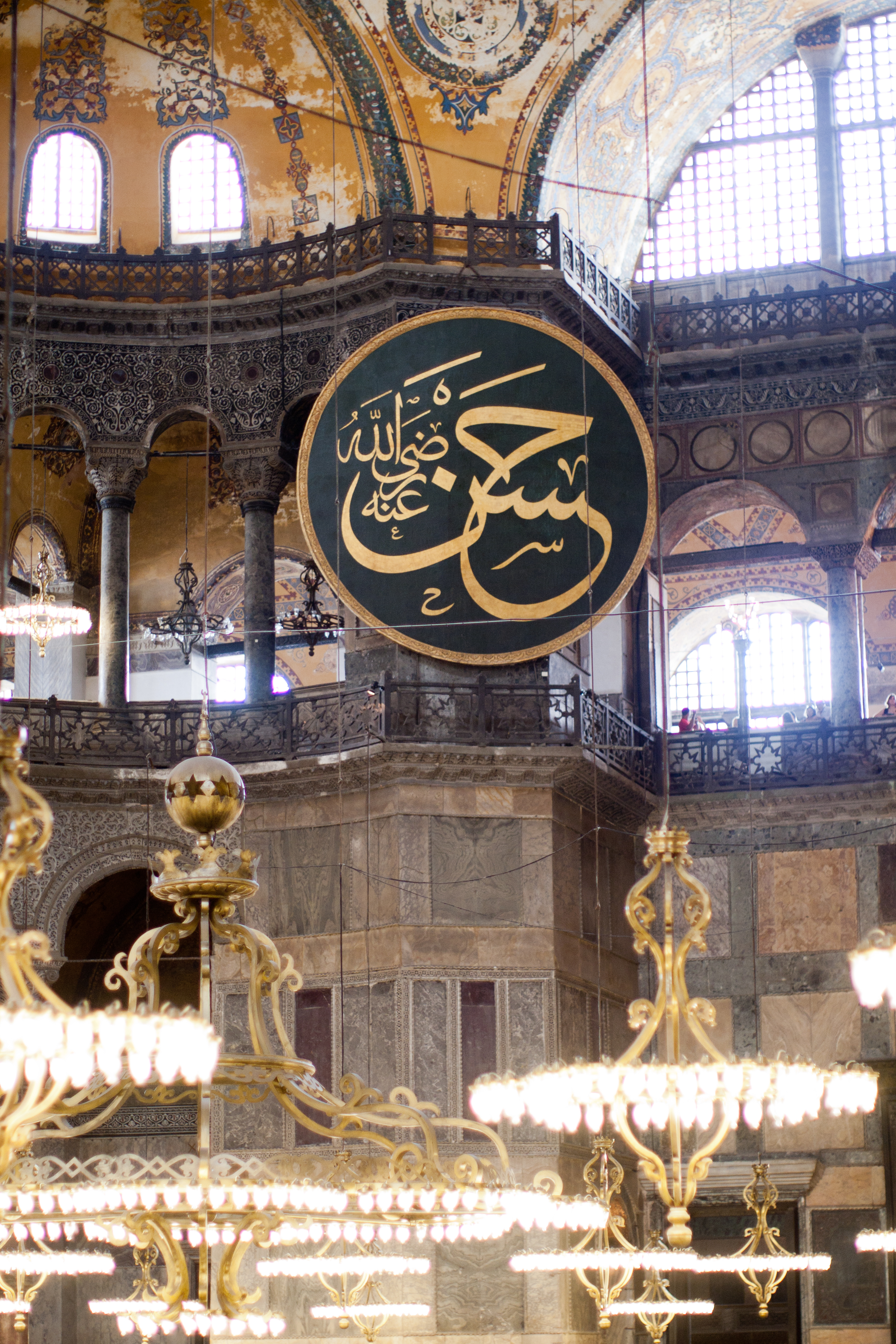
Al-Hàssan ibn Alí.

Fins als set anys va viure amb Mahoma que li havia donat el seu nom (el pare el volia anomenar Harb). A la mort del seu avi, i poc després també de la seva mare, Hàssan i el seu germà Hussayn, van viure sota l'obediència del seu pare. Va entrar a la casa del califa Uthman ibn Affan just per veure com Muhàmmad ibn Abi-Bakr estava entre els que l'havien assassinat. Durant el califat del seu pare va anar a Kufa per convèncer la població de donar suport a Alí i després va prendre part en la batalla de Siffin.
Mort Alí, Ubayd-Al·lah ibn al-Abbàs va convidar el poble a nomenar-lo califa (661). Muàwiya I no el va reconèixer i sembla que així li va comunicar en una o diverses cartes. La guerra era inevitable. Adí ibn Hàtim va mobilitzar els seguidors de Hàssan.
Muàwiya va enviar forces i Hàssan va despatxar contra elles una avantguarda dirigida per Ubayd-Al·lah ibn al-Abbàs, Qays ibn Sad i Said ibn Qays al-Hamdaní. És molt probable que Qays ibn Sad, cap del partit de la guerra, fos allunyat d'aquesta manera per Hàssan per tenir les mans lliures per negociar amb Muàwiya. Hàssan en el seu camí es va aturar a Madain i va anunciar el seu desig de pactar i els soldats es van amotinar; va poder fugir cap a Muzlim Sabat on fou ferit a la cama per un kharigita anomenat al-Jarrah ibn Sinan al-Assadí. Hàssan fou portat a Madain i curat. La notícia de l'atemptat va córrer ràpidament i van començar les desercions.
Mentrestant, Muàwiya havia arribat a Akhnuniyya, enfront de les tropes d'Ubayd-Al·lah, que eren a Maskin. Una delegació seva va arribar a Madain i va negociar amb Hàssan i finalment es va arribar a un acord pel qual Hàssan va abdicar en favor de Muàwiya. Les condicions de l'acord varien segons les fonts però en general s'indica que la compensació econòmica a Hàssan fou gran. També el seu germà Hussayn (que sembla que estava d'acord amb Hàssan) va rebre una compensació. El mateix general Ubayd-Al·lah, que no creia que Hàssan hagués pactat amb Muàwiya i mantenia l'exèrcit a punt, va rebre un milió de dírhams per passar al servei de l'omeia. Qays ibn Sad va mantenir la lluita amb quatre mil homes però finalment va deixar les armes. El seu califat havia durat entre cinc mesos i 10 dies i 8 mesos i 10 dies, segons les fonts.
L'abdicació formal la va fer Hàssan a la mesquita de Kufa, a on també havia anat Muàwiya des de Maskin. Hàssan va anar llavors a Medina, on es va establir. Va viure tranquil·lament i es va casar diverses vegades, per la qual cosa va rebre el malnom de Mitlak (divorciat per excel·lència). Hom diu que va tenir entre 60 i 90 dones i 300 o 400 concubines.
Va morir el 670 d'una llarga malaltia. Algunes fonts parlen d'enverinament per la seva dona Jada bint al-Àixath, filla del cap iemenita al-Àixath, lleial a Muàwiya, que hauria estat subornada pel califa omeia. Havia demanat ser enterrat al costat de Mahoma, però aquesta voluntat no fou respectada per Marwan I ibn al-Hàkam.